# Pterinochilus simoni
Pterinochilus simoni är en spindelart som beskrevs av Lucien Berland 1917. Pterinochilus simoni ingår i släktet Pterinochilus och familjen fågelspindlar.
Artens utbredningsområde är Kongo. Inga underarter finns listade i Catalogue of Life.